# Isthmia
Isthmia (grec ancien : Ἴσθμια) est un site archéologique, ancien sanctuaire de Poséidon, situé dans le Nord-Est du Péloponnèse (Grèce) près de l'isthme de Corinthe où, dans l'Antiquité, avaient lieu les Jeux isthmiques (grec ancien : Ἰσθμιάδες - Isthmiades).

## Histoire du site

### Préhistoire
Les artefacts en pierre trouvés sur le site montrent que la région de Corinthe est habitée depuis le Néolithique. De petits échantillons de poterie datant de la dernière époque de l'âge du bronze (1600-1200 av. J.-C.) montrent que des gens vivaient en Isthmie à cette époque. Au cours de l'âge des ténèbres grecques, la population a diminué dans toute la Grèce, entraînant une détérioration de la richesse matérielle en Isthmie.

### Périodes archaïque et classique

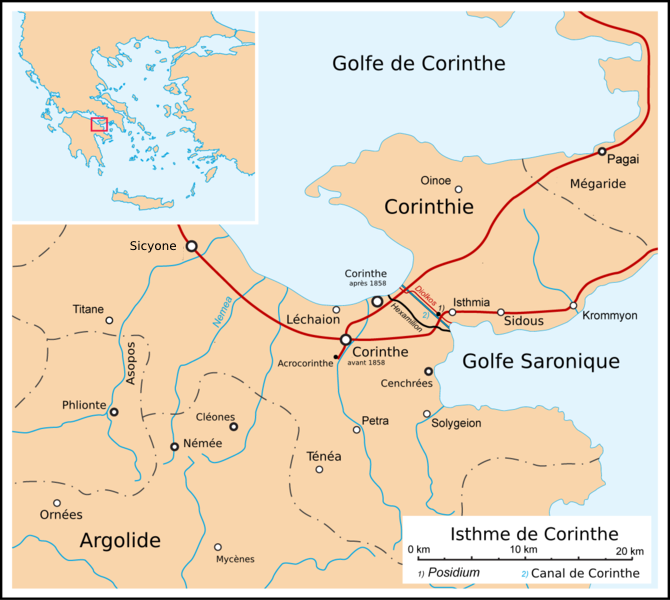
Carte de l’isthme de Corinthe

Le début de la période archaïque, avec le début de l’écriture, voit progresser la culture matérielle et l'accroissement de population. Les habitants d'Isthmie ont commencé à construire de grands monuments en pierre et des sanctuaires religieux.
En 481 av. J.-C., lors de la tentative de l'Empire perse d’envahir la Grèce, l'Isthme n'était pas un champ de bataille majeur, mais sa situation centrale en faisait un site privilégié pour les conférences grecques et les réunions préalables à la bataille. Le temple archaïque d'Isthmia a été gravement incendié en 480 av. J.-C. et les vestiges du temple dorique ont été réparés à l'aide d'éléments de style architectural classique.
En 390 av. J.-C., pendant la guerre de Corinthe, le roi spartiate Agésilas campa près du sanctuaire et le temple archaïque de Poséidon fut incendié dans des circonstances incertaines. L'absence de poterie sur le site après l'incendie indique qu'Isthmia est entrée à cette époque dans une période de prospérité diminuée.
Après que Philippe II, roi de Macédoine, eut remporté la bataille de Chéronée en 338 av. J.-C., il unifia les cités-États grecques dans la Ligue de Corinthe, qui fut formée lors d'un conseil à Isthmia. Le successeur de Philippe, Alexandre le Grand, convoqua une réunion en Isthmie entre les cités-États grecques pour discuter de sa guerre avec la Perse. Pendant les guerres des Diadoques après la mort d'Alexandre, plusieurs successeurs tentèrent d'utiliser Isthmia comme lieu central dans des tentatives éphémères d'unifier les Grecs sous leur contrôle — d'abord Ptolémée Ier en 308 av. J.-C., puis Démétrius Poliorcète, qui refonda la Ligue de Corinthe à Isthmia en 302 av. J.-C.

### Période romaine

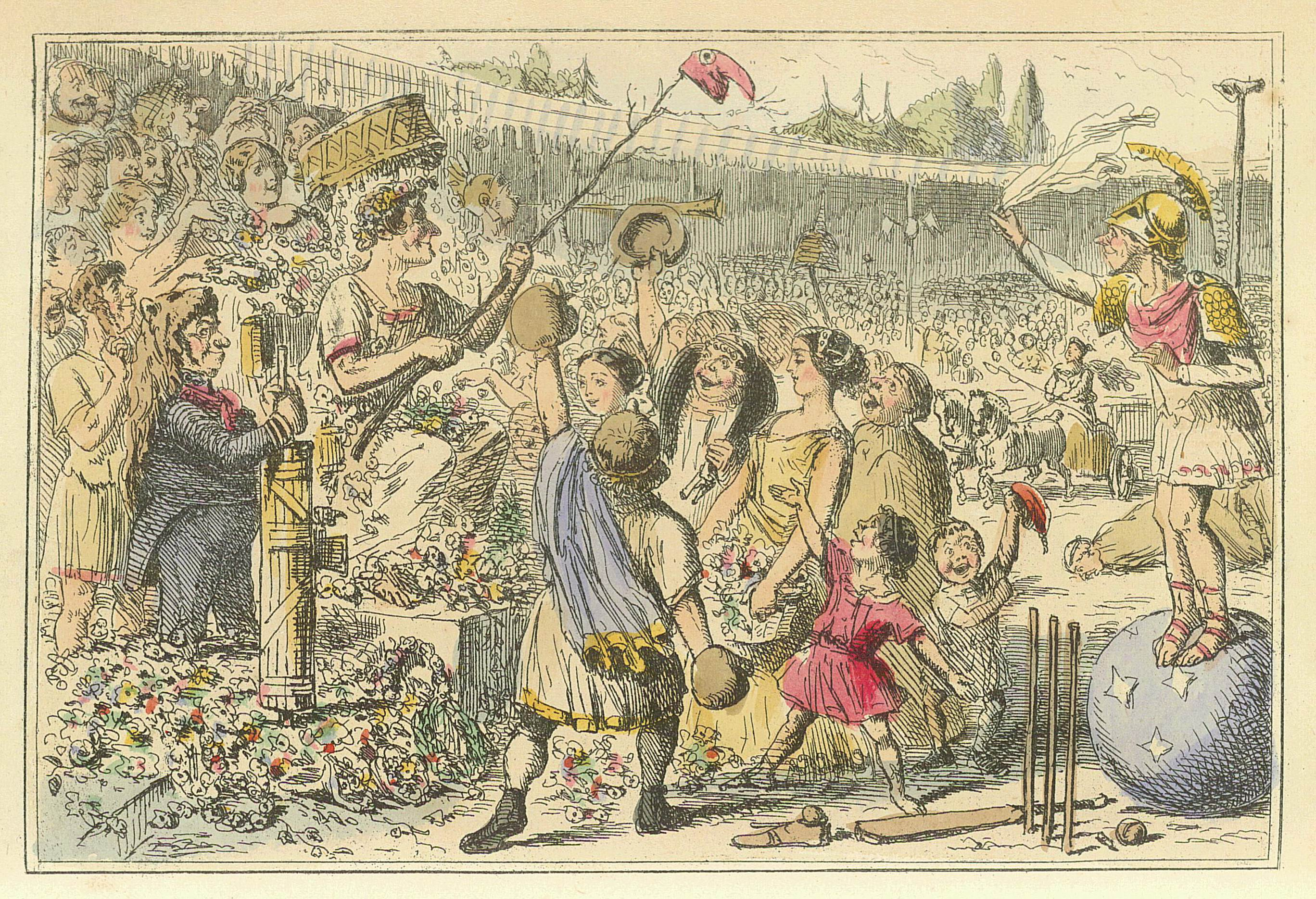
Flamininus restaurant la liberté des cités grecques aux Jeux isthmiques, caricature de John Leech.

Une colonie permanente fut établie sur la colline de Rakhi, au sud du temple, à la fin du IVe siècle av. J.-C. Cette colonie a duré jusqu'à sa destruction par la République romaine en 198 av. J.-C., pendant la Seconde Guerre macédonienne.
En -196, après la victoire des Romains sur la Macédoine, le général romain Titus Quinctius Flamininus proclama, au cours des jeux, la liberté des cités grecques, délivrées du joug macédonien.
En 146 av. J.-C., les tensions croissantes entre les États grecs et les Romains de plus en plus hégémoniques ont abouti à une dernière tentative de la Ligue achéenne pour maintenir son indépendance. La guerre achéenne s'est terminée par une victoire romaine rapide, à l'issue de laquelle le consul Lucius Mummius Achaicus ordonna la destruction complète de Corinthe comme un exemple pour tous les Grecs. Le sanctuaire fut détruit et le contrôle des Jeux Isthmiques fut transféré à Sicyone.
Les Jeux isthmiques furent rendus à Corinthe après sa refondation en colonie romaine par Jules César en 44 av. J.-C. Cependant, il semble que les Jeux aient eu lieu à Corinthe même et il existe peu de preuves d'une activité à Isthmia jusqu'au milieu du Ier siècle apr. J.-C.. L'empereur Néron visita le site lors de sa tournée en Grèce en 67 apr. J.-C. et participa aux événements musicaux des Jeux isthmiques. Au IIe siècle après J.-C., un nouveau cycle de construction fut présidé par l'aristocrate local Licinius Priscus Juventianus.

### Antiquité tardive, périodes médiévale et moderne
Au IVe siècle apr. J.-C., l'empereur Constantin le Grand ayant interdit toutes les religions et objets de culte païens, le temple de Poséidon tomba en désuétude et ses matériaux furent en partie réutilisés pour la construction du mur de l'Hexamilion qui servit de protection contre les envahisseurs barbares au Ve siècle.
L'Empire ottoman s'empara d'Isthmia, d'abord en 1423, puis définitivement en 1458. Isthmia fut combattue par les Turcs, les Vénitiens et les potentats locaux pendant plus de trois siècles. En 1715, les Vénitiens furent expulsés et l'Empire ottoman contrôla le sud de la Grèce pendant cent ans jusqu'à la guerre d'indépendance grecque.

## Historique des recherches archéologiques
Le site a été découvert en 1952 par Oscar Broneer (en) qui a ensuite dirigé des fouilles financées par l'Université de Chicago, jusqu'en 1967. Il a exhumé le temple, le théâtre, deux grottes utilisées pour les repas, ainsi que les deux stades attachés aux Jeux isthmiques. Les découvertes de Broneer ont été publiées dans une série de trois volumes commençant en 1971, et dans des articles du Hesperia Journal.
Elizabeth Gebhard a succédé à Oscar Broneer en 1976 à la direction des découvertes de l'Université de Chicago. En 1989, elle a mené de nouvelles recherches dans la zone centrale du sanctuaire, qui ont permis de découvrir des éléments relatifs à toutes les zones de développement du site d'Isthmia depuis l'âge du bronze jusqu'à la période romaine, mais surtout centrés sur le temple archaïque, en partie parce que c'est le plus complet des bâtiments trouvés sur le site, tout en étant l'un des plus anciens.
À partir de 1967, une deuxième campagne de fouilles a été entreprise sur les parties nord et orientale du site, dirigée par Paul A. Clement et financée par l'UCLA. Il a été remplacé en 1987 par Timothy E. Gregory de l'Ohio State University, qui a lui-même été remplacé en 2020 par Jon Frey de la Michigan State University. Ces fouilles se sont concentrées en grande partie sur le complexe thermal romain et la forteresse byzantine.

## Description du site
Il reste peu d'éléments visibles du sanctuaire. On peut mentionner les fondations du temple rond de Palémon (Palaemon) ou Mélicerte, construit par l'empereur Hadrien, où le jeune homme était représenté chevauchant un dauphin.
Seules subsistent également les fondations du temple de Poséidon, construit en -465, dans lequel Hérode Atticus fit placer un groupe représentant Poséidon et Amphitrite.
Particulièrement remarquable est la ligne de départ du stade, où des barrières de bois commandées par un faisceau de cordelettes guidées par des cavaliers de bronze (encore en place) s'abaissaient devant les coureurs, donnant le signal du départ.
Un théâtre et des thermes romains ont également été mis au jour.

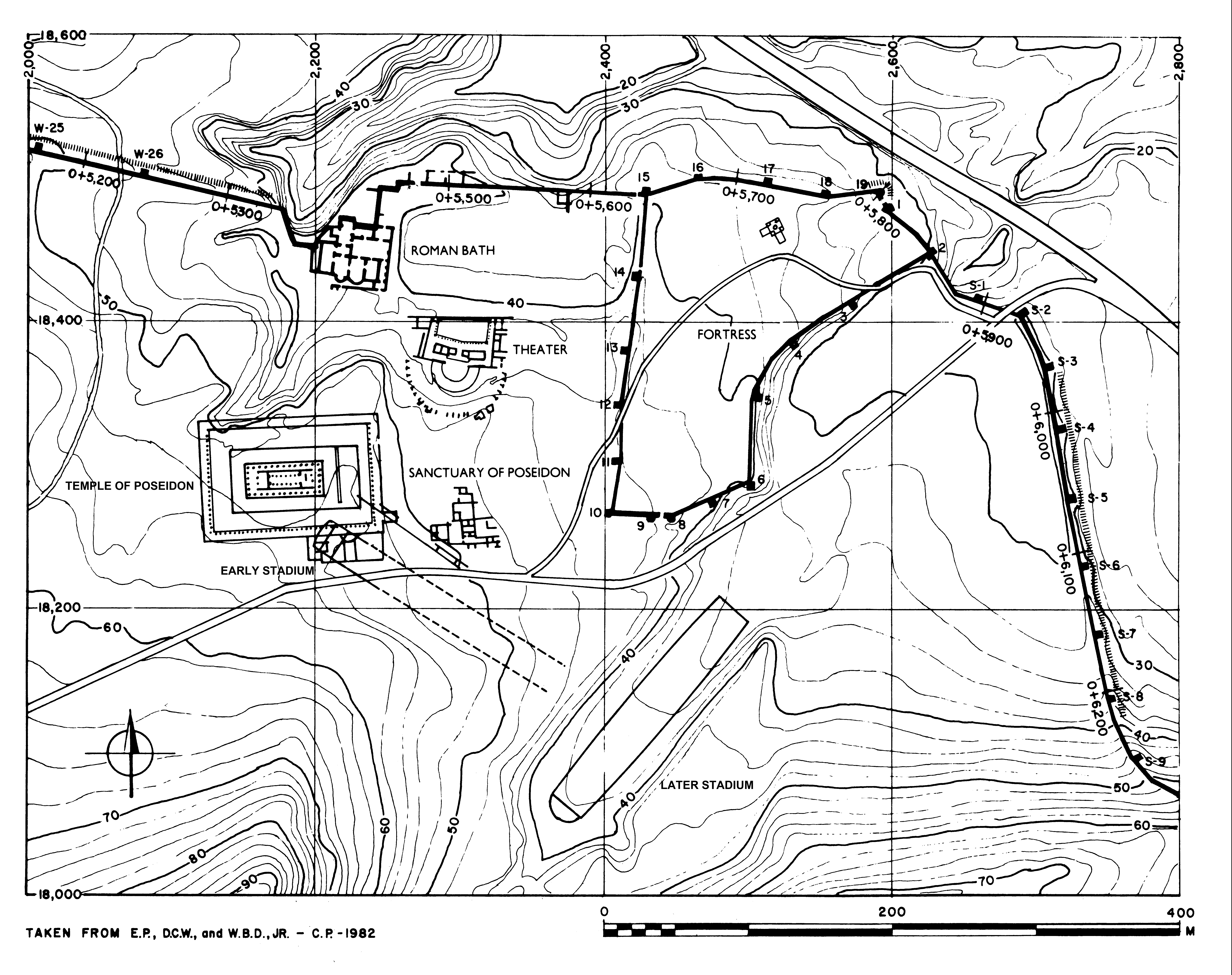
Plan du sanctuaire de Poséidon à Isthmia. La grande fortification qui longe le site par le nord est le mur de l'Hexamilion.

### Temple de Poséidon et autres sanctuaires

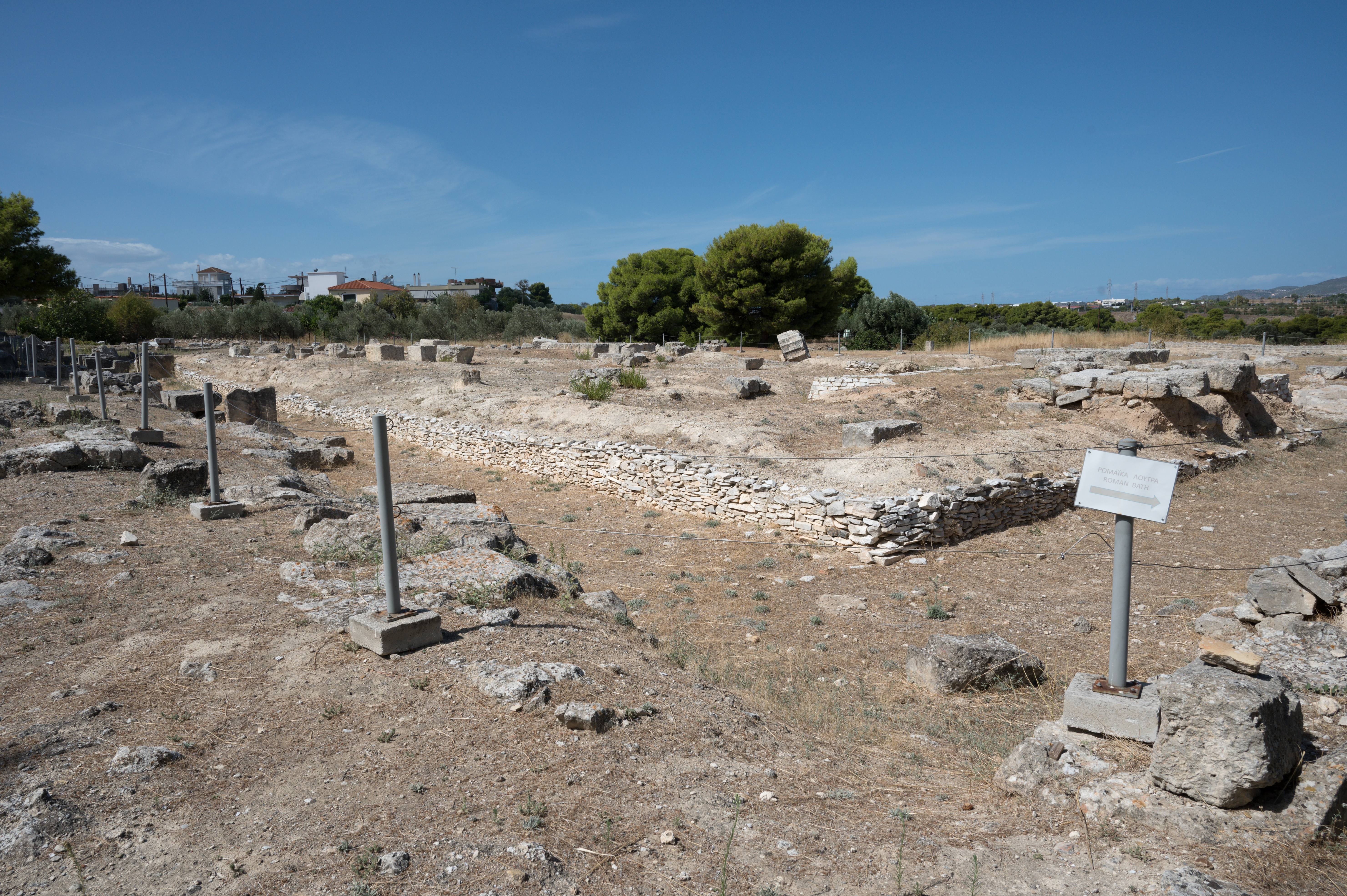
Vestiges du temple de Poséidon.

Le temple dorique archaïque de Poséidon (en) a été fouillé en 1952 par Oscar Broneer. Il a été bâti vers 700 av. J.-C., sur un plateau dominant un ensemble de vallons. Le temple constituait le centre du sanctuaire isthmique, qui abritait d'autres temples dédiés à des divinités liées à Poséidon, comme son fils Cyclope et la déesse mère Déméter. Une multitude d'autres divinités auraient été vénérées dans l'enceinte du temple, en lien avec Déméter, suggérant la dévotion du peuple de l'Isthme à la fertilité et aux récoltes. Des assiettes, bols et os d'animaux découverts dans les cendres du plateau témoignent de sacrifices de moutons, chèvres et bovins.
Lors d'un incendie, en 480 av. J.-C., le toit, le sima et les colonnes furent remplacés par des éléments de construction également doriques, mais de style classique. Il y avait aussi un temple d'Apollon. Ces temples ont été achevés en deux générations. Isthmia abritait aussi un temple romain construit pour le culte de Palémon, décoré d'ornements de toit ioniques.

Temple de Poséidon
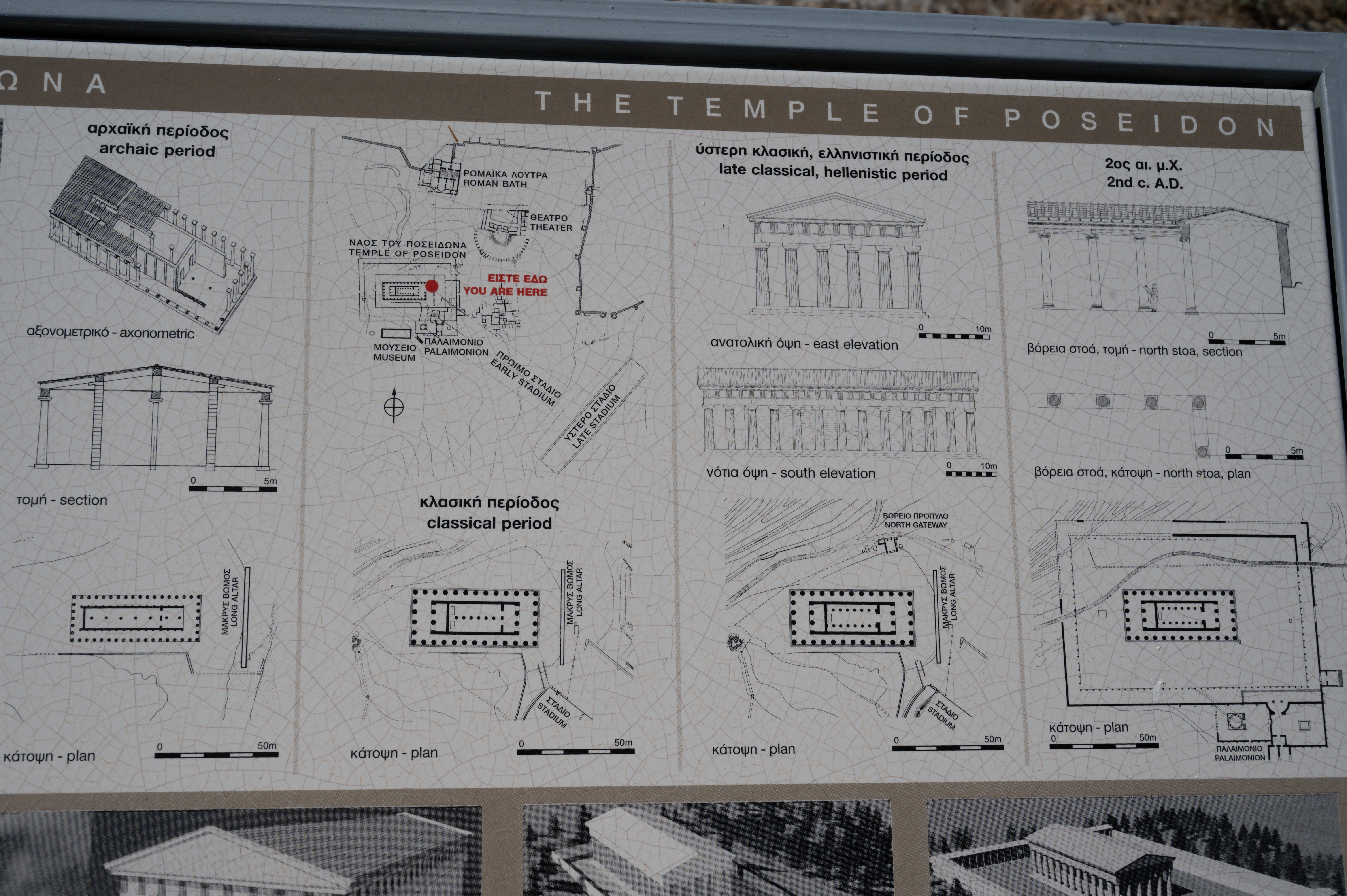
Plan du temple de Poséidon.
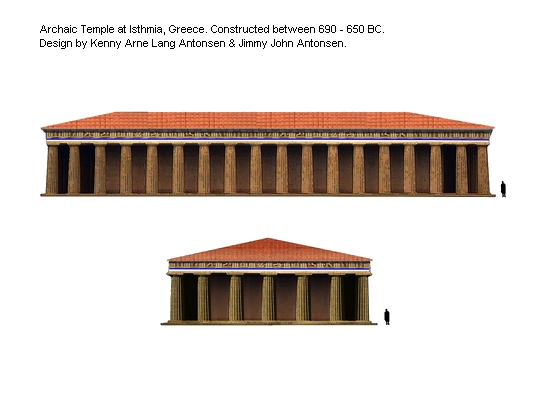
Restitution du temple archaïque de Poséidon.

### Thermes romains
Les thermes romains d'Isthmia se trouvent à l'extrémité nord du sanctuaire. Le plan de ce bain suit une configuration en « anneau », composé de plusieurs pièces spécialisées. L'ordre du bain romain à cette époque allait du chaud au froid, ordre suivi dans le plan du bâtiment, résultant d'une recommandation des médecins de cette époque.
L'entrée des bains se faisait dans les salles I, VII ou XII, qui servaient de vestiaires et salles de massage. Les bains chauds occupaient les salles IX, XI et XIII. Les caldaria ou pièces chauffées étaient dotées d'un chauffage par hypocauste avec des bassins chauds sur les côtés. Des bassins plus vastes et plus profonds constituaient le frigidarium (salles III, IV et V).
Le sol de la salle VI, ou Grande Salle, était couvert d'une grande mosaïque monochrome. Selon Timothy E. Gregory, il s'agit de la plus grande mosaïque monochrome fouillée en Méditerranée orientale. Elle est divisée en trois sections, dont deux contiennent des motifs géométriques et une centrale montre sur deux panneaux des figures de tritons portant des Néréides. La mosaïque, endommagée dès l'Antiquité, a été restaurée.
Au Ve siècle ap. JC, les coins nord et nord-ouest des thermes furent incorporés au mur de l'Hexamilion.

Thermes romains
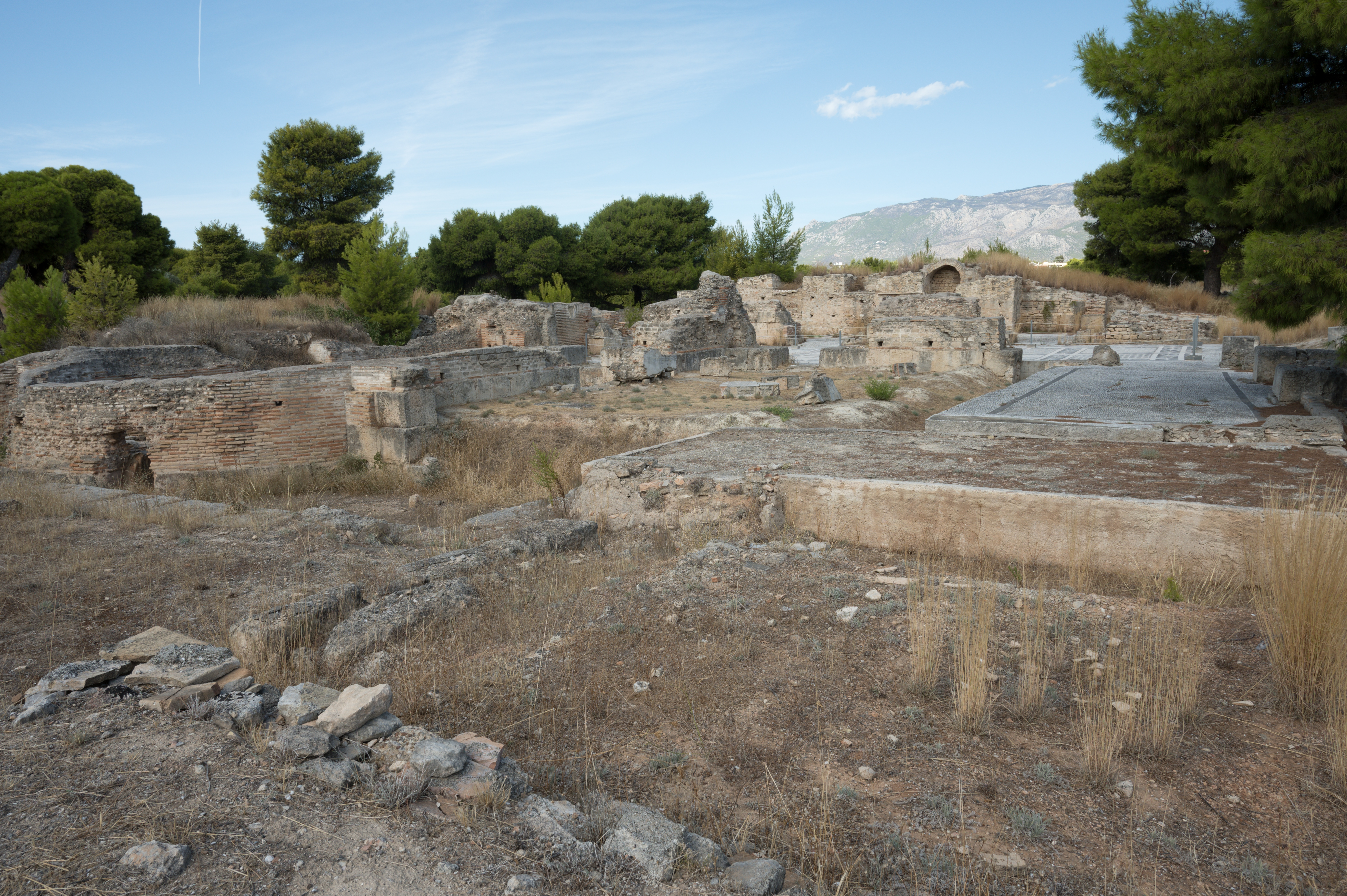
Vestiges des thermes romains.
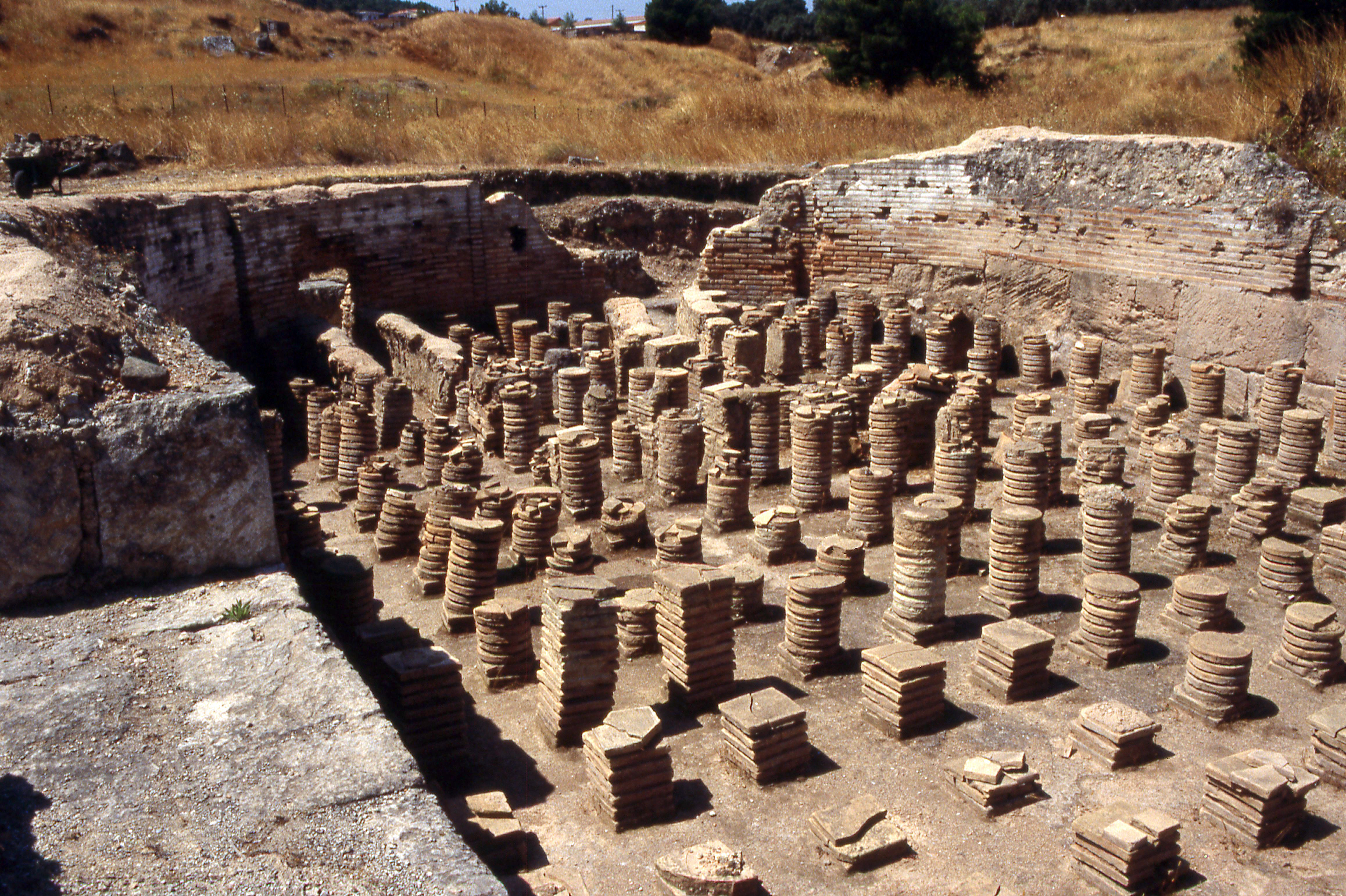
Pilettes d'hypocauste.
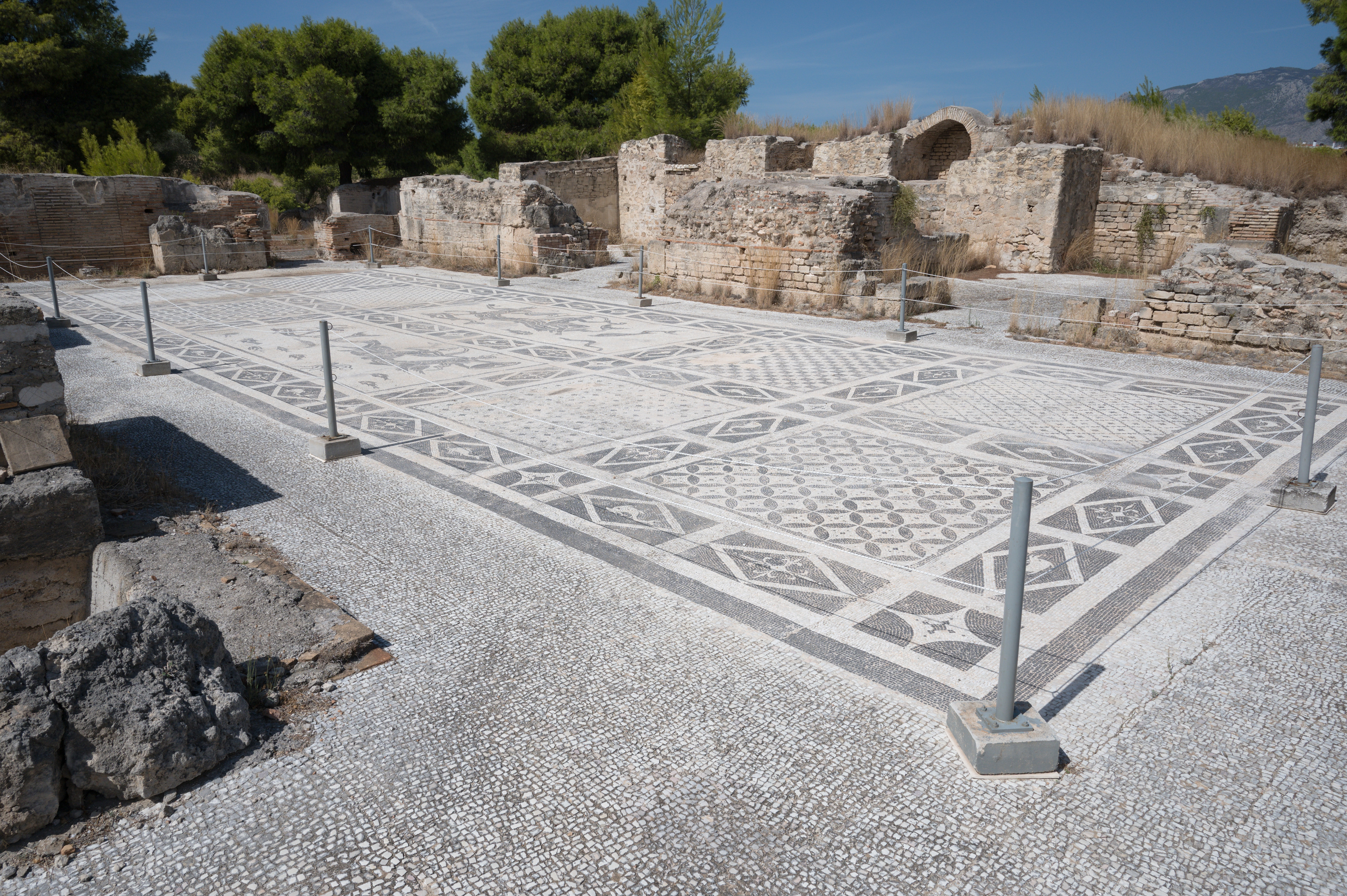
Mosaïque des thermes.
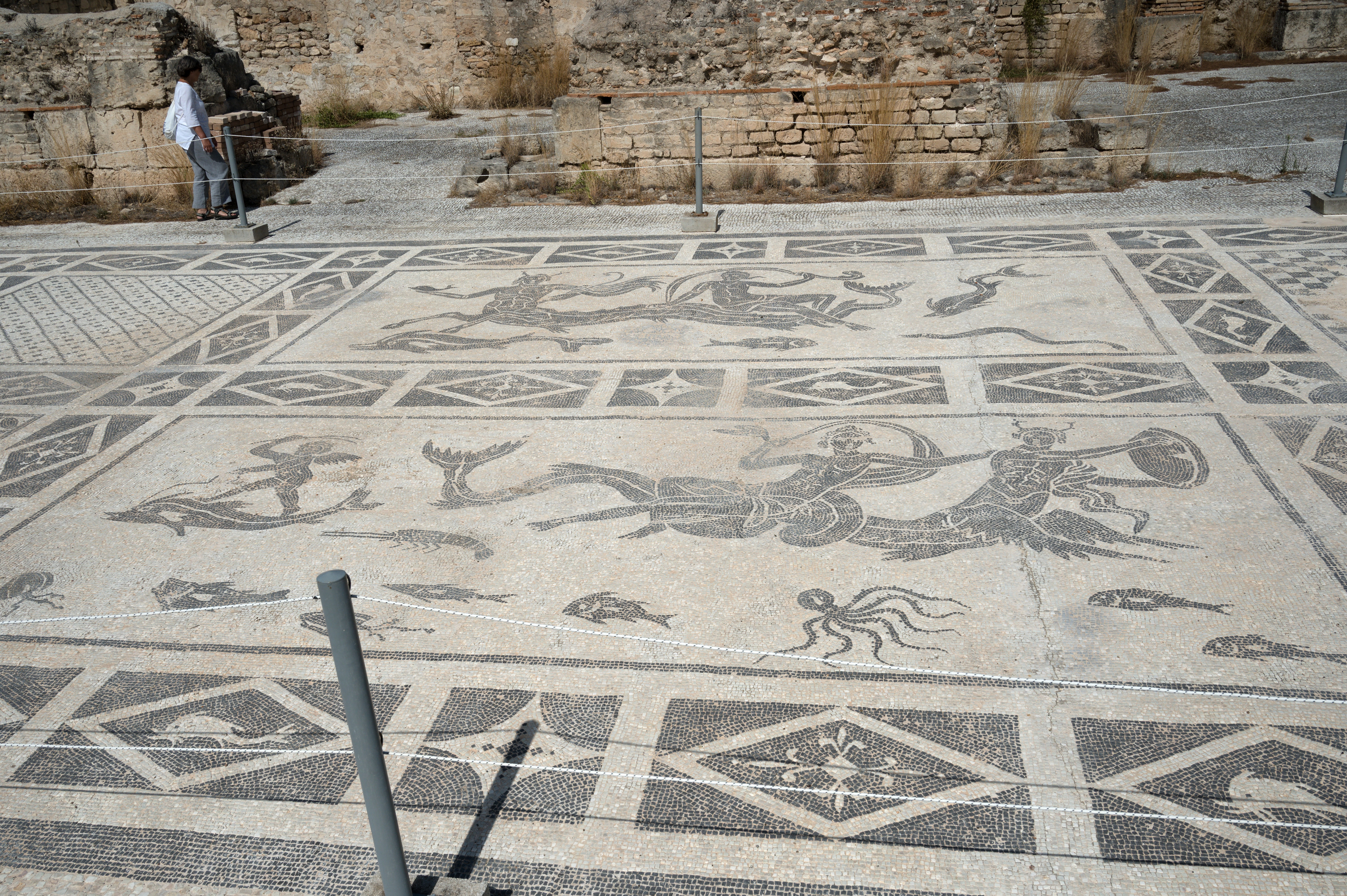
Panneaux des Tritons et des Néréides.

### Théâtre gréco-romain
Le théâtre d'Isthmia se trouve sur une pente, à 80 mètres au nord-est du temple de Poséidon. Les fouilles menées par Elizabeth Gebhard et Oscar Broneer en 1959, 1960 et 1967 ont trouvé les vestiges d'une structure construite à l'époque grecque classique et rénovée à plusieurs reprises ultérieurement.
Le théâtre a été construit au Ve siècle av. J.-C. Les fouilles ont révélé qu'il consistait initialement en une structure creux servant de sièges aux spectateurs, disposés autour d'un orchestre. Gebhard a montré que la cavea du Ve siècle était en partie polygonale plutôt que semi-circulaire.
Vers la fin du IVe siècle av. J.-C., le théâtre a été remodelé avec une cavea semi-circulaire plus large, mais l'absence de fondations de sièges de cette période n'a pas permis de trouver des preuves de restaurations des escaliers. Gebhard estime que 1 550 spectateurs pourraient tenir dans le seul niveau inférieur, avec plus d'espace sur la pente au-dessus de la cavea. Le bâtiment de scène se trouvait à cette époque à l'extrémité nord du théâtre, avec le même plan général que la skènè du premier théâtre. Les fondations de l'orchestre de la seconde phase subsistent, ainsi que des blocs des trois premières rangées de gradins.
Cette configuration du théâtre est restée inchangée tout au long de la période hellénistique et de la période d'abandon qui a suivi le sac de Corinthe.
Une nouvelle phase d'utilisation du théâtre commence à la fin du Ier siècle après J.-C., lorsque le contrôle du sanctuaire passe aux Romains. Des changements majeurs sont apportés à cette époque, notamment de nouveaux lits de pierre pour les blocs des sièges, un orchestre remodelé et une nouvelle section supérieure pour accroître la capacité. Malgré la détérioration de la scène en bois des précédentes périodes grecques, les Romains ont choisi de réutiliser ce qui en restait et de l'incorporer dans leurs rénovations.
La deuxième et dernière reconstruction du théâtre a eu lieu au cours de la seconde moitié du IIe siècle apr. J.-C. La partie inférieure de la cavea est restée intacte, mais un effort incomplet a été fait pour agrandir la partie supérieure des sièges. Dans la zone de l'orchestre, à proximité du bâtiment de la scène, un ensemble de deux colonnes ioniques a été construit. On pense que ces colonnes auraient supporté des statues d'empereurs et des membres de leurs familles. L'emplacement inhabituel de ces colonnes semble indiquer que le théâtre était principalement utilisé avec un ou deux artistes sur scène. Durant la seconde période romaine, l'espace situé au nord du bâtiment de la scène était occupé par une grande cour. En raison des structures existantes entourant la zone, cette cour a été aménagée en forme de trapèze.

### Les deux stades
À la fondation des Jeux isthmiques en 582 av. J.-C., les habitants construisirent pour les activités sportives un stade qui comportait des lignes de course à pied. Puis un nouveau stade a été construit à peu de distance dans la vallée, l'espace disponible permettant d'accueillir un beaucoup grand nombre de spectateurs qui se rendaient au sanctuaire pour le festival.

#### Ancien stade
L'ancien stade, situé immédiatement au sud-est du temple de Poséidon, comprend une canalisation, une ligne de départ bien préservée et les restes d'un remblai artificiel, le long du côté nord de la piste, qui permettait autrefois aux spectateurs d'observer les compétitions.
La canalisation entourait le périmètre extérieur de la piste et traversait deux bassins situés sur les côtés opposés à la ligne de départ. Elle était alimentée en eau douce qui surgissait par des interstices dans les murs entourant l'espace.
Plus intéressant encore est le mécanisme complexe de la ligne de départ, conçu pour assurer un départ équitable pour les courses à pied. Ce mécanisme prend la forme d'un trottoir triangulaire dont les alvéoles accueillent une rangée de poteaux verticaux qui encadrent les seize lignes de course. Une série de rainures droites peu profondes s'étendent de ces alvéoles jusqu'à une cavité circulaire au sommet de la chaussée, où se tenait le starter lors du départ. Chacun des poteaux verticaux supportait une pièce de bois horizontale attachée par une ficelle qui pouvait être actionnée pour descendre à la verticale au gré du starter. Ce système unique n'a peut-être pas fonctionné comme prévu et a été rapidement remplacé par des méthodes de départ plus pratiques reposant sur une seule barrière tendue devant tous les coureurs.

Ancien stade des Jeux isthmiques
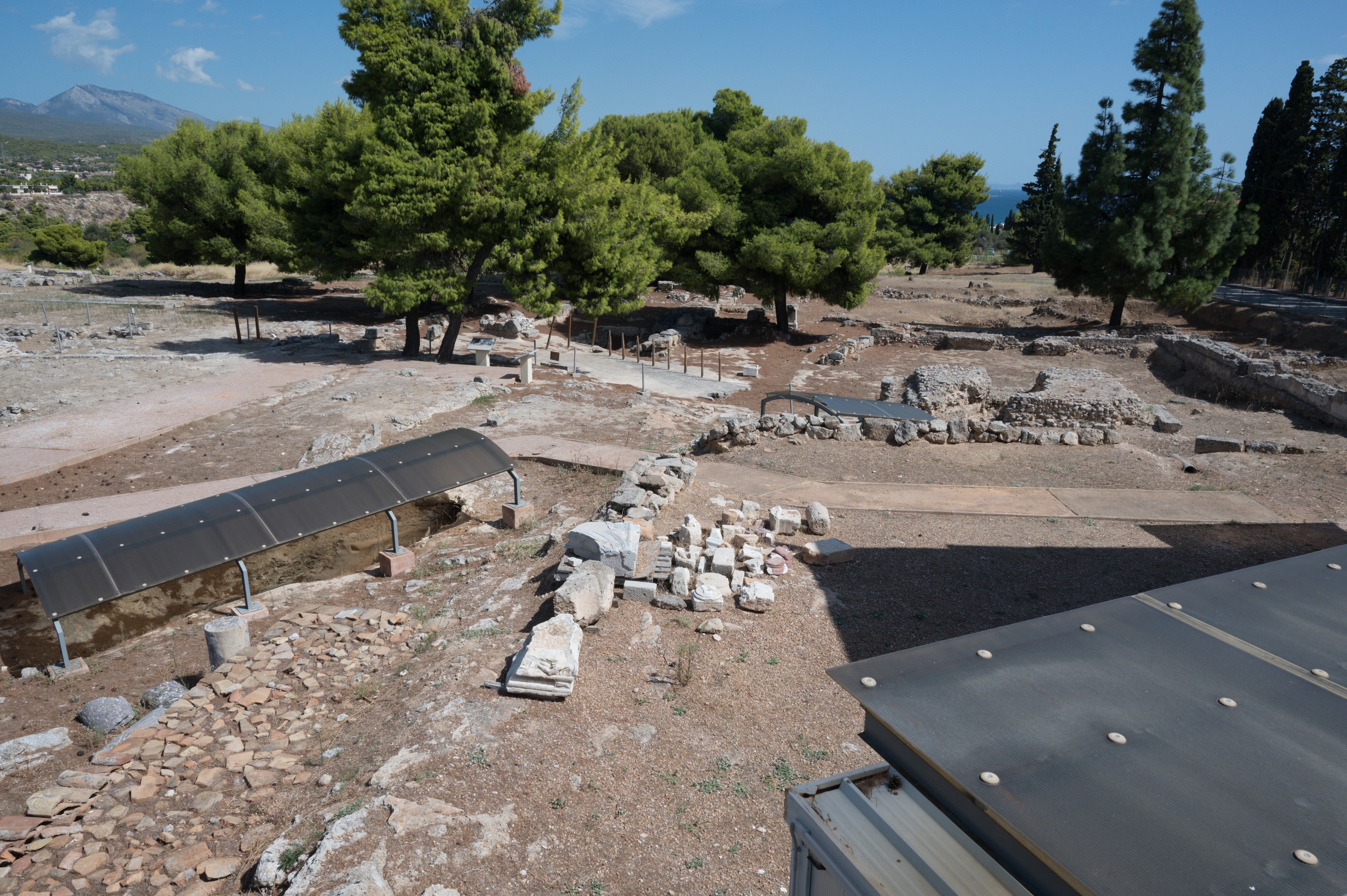
Site du premier stade.
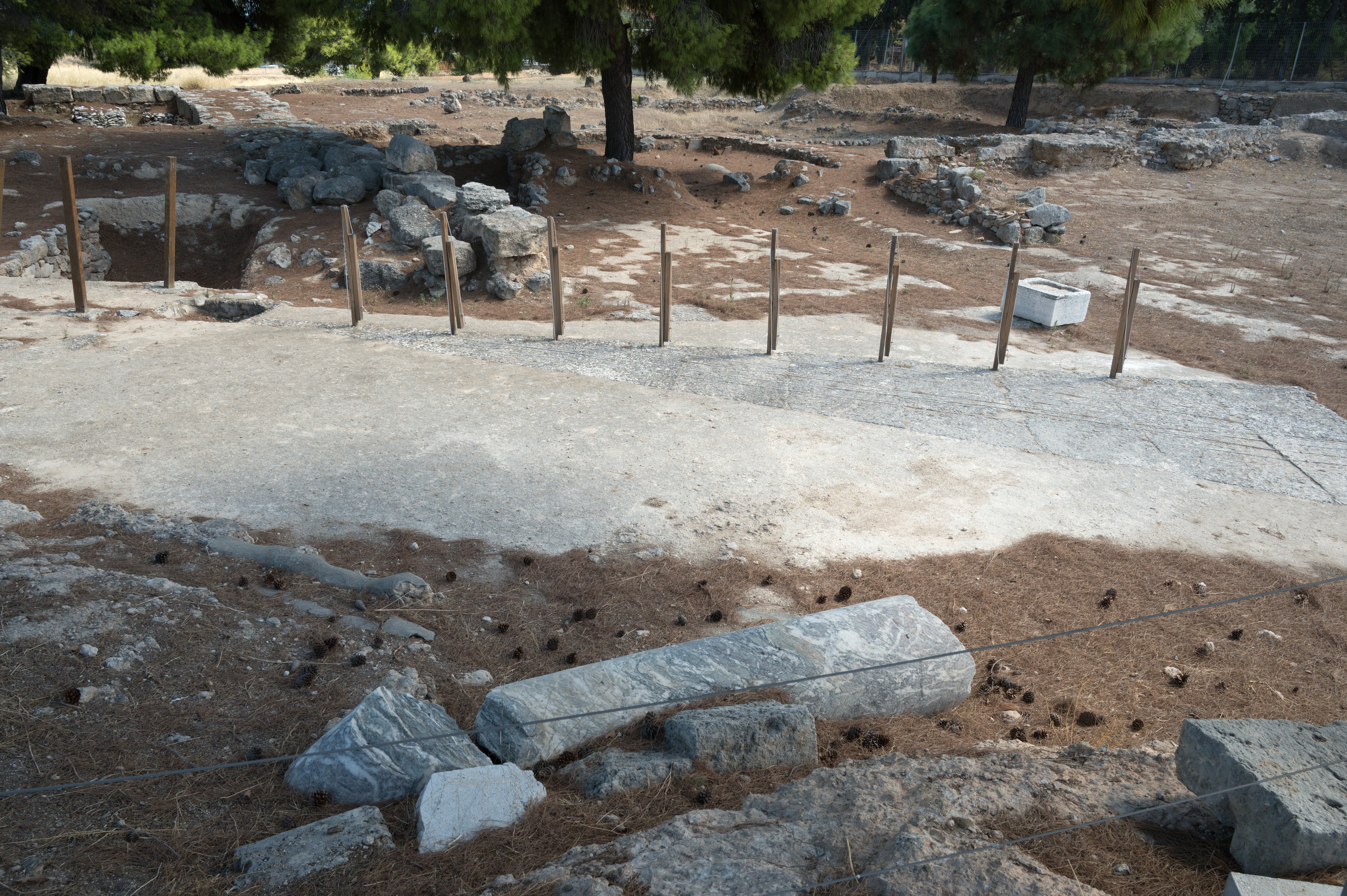
Mécanisme de la ligne de départ.

#### Stade plus récent
Le second stade, plus récent, n'a pas encore été fouillé, mais a été brièvement exploré dans les années 1950. Il a été construit dans le lit d'un ruisseau situé en contrebas, le ruisseau ayant été détourné pour s'écouler sous la piste. Ce second stade, couvert d'une épaisse couche de sol érodé et d'un bosquet à une extrémité, s'est avéré difficile à explorer3, mais les sondages effectués fournissent une image suffisamment claire de la structure.
Les éléments découverts, assez bien conservés, permettent de situer la piste, les canalisations et les sièges des spectateurs. La piste ne comporte aucune indication d'un revêtement en dur, ce qui marque une différence avec le premier stade et son sol de terre blanche.
Les canalisations qui bordent la piste sont bordées de stuc dur et montrent le changement d'influence du monde grec au monde romain à mesure de l'ajout de nouvelles installations. Des bassins espacés le long de la canalisation servaient probablement au stockage de plus grands volumes d'eau. Certaines parties de ce système de distribution d'eau présentaient des peintures d'animaux marins, peut-être en hommage à Poséidon.
De chaque côté de la piste se dressent des marches creusées dans les berges, qui servaient probablement de sièges aux spectateurs. Dans l'ensemble, la planification et l'emplacement du stade récent témoignent d'une réflexion et d’un soin plus profonds que ceux du stade ancien, mais tous deux montrent l’importance culturelle du sport dans la culture de cette époque.

## Musée archéologique

Musée archéologique
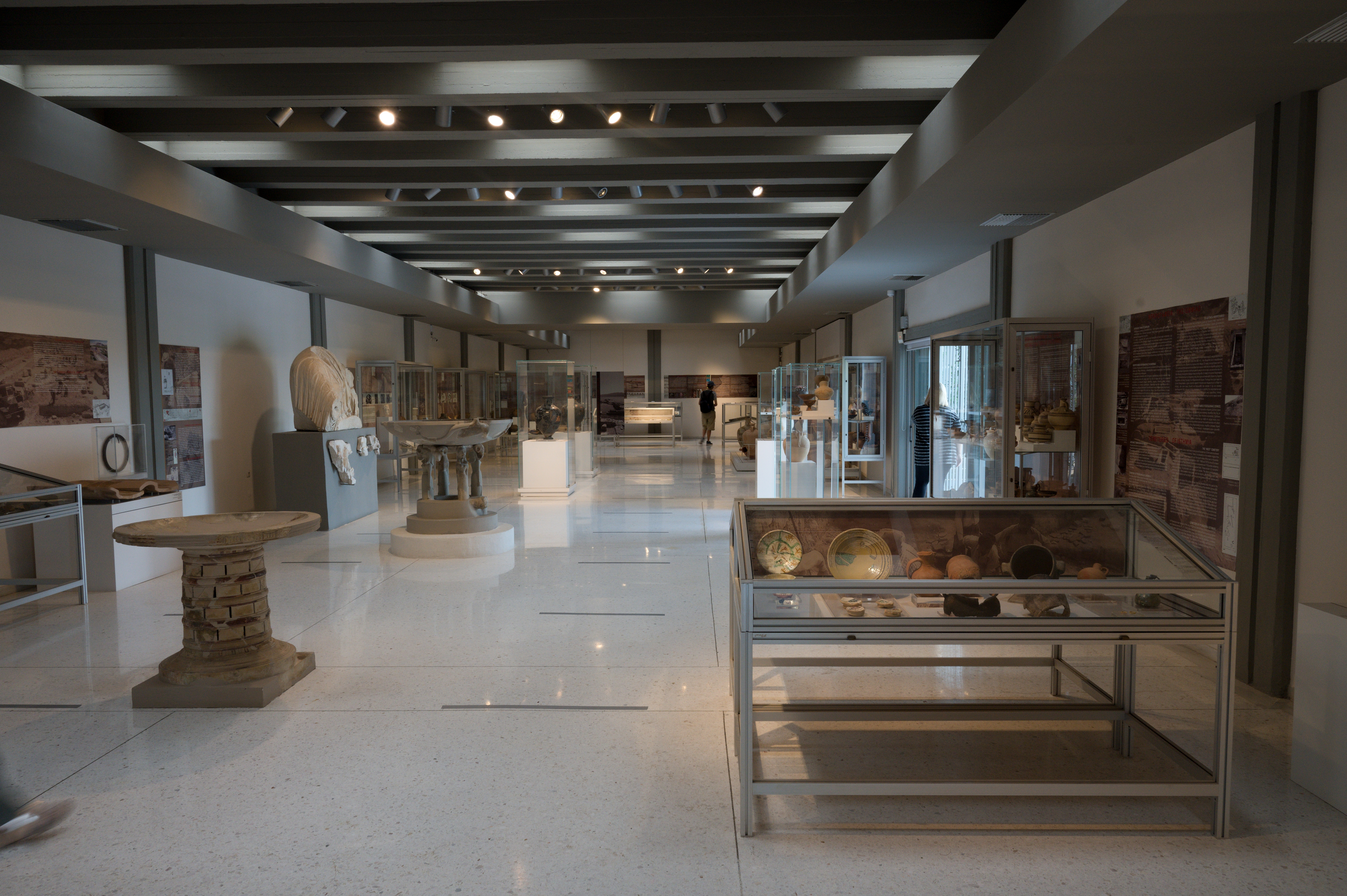
Galerie principale.
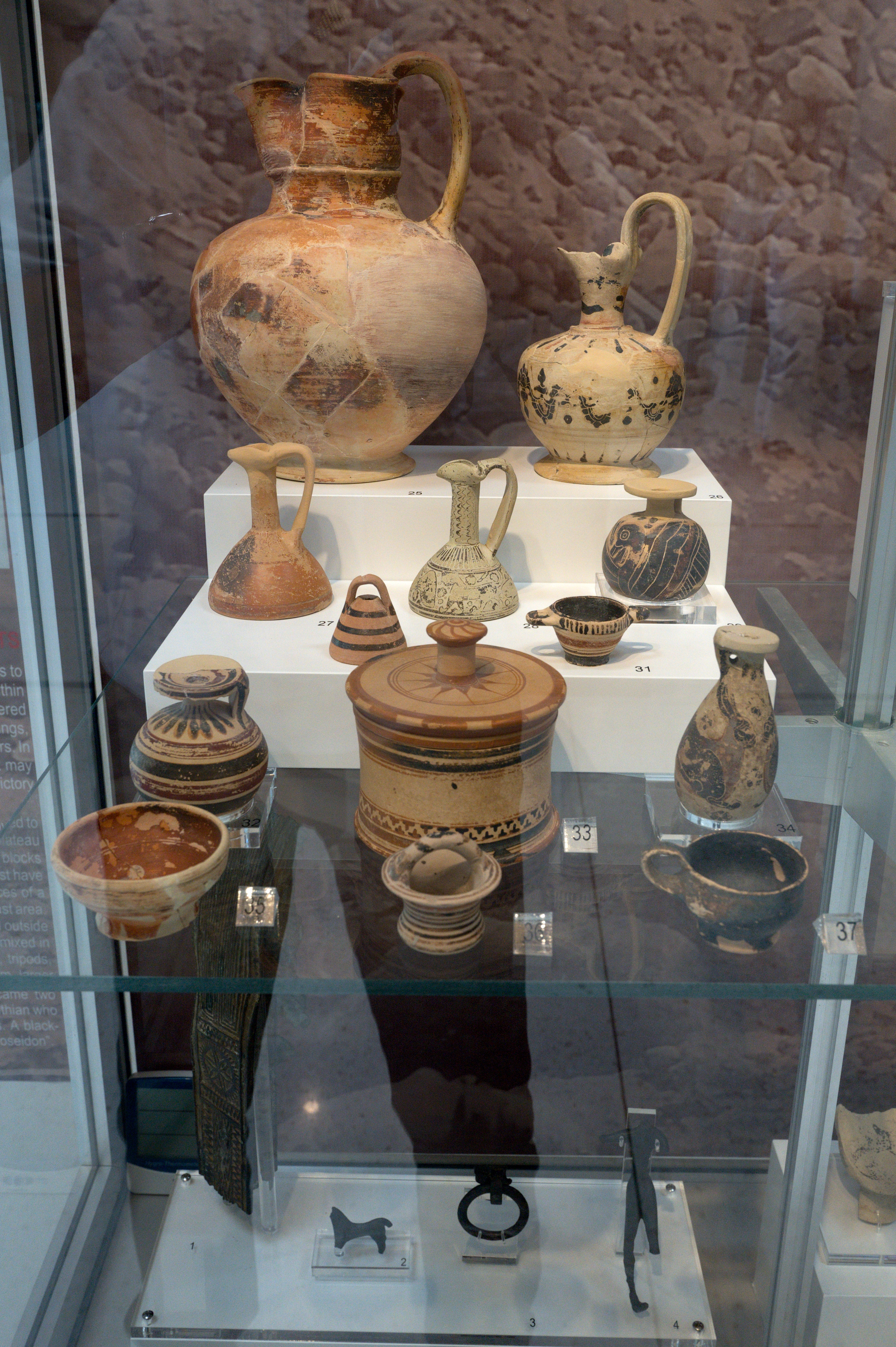
Poterie archaïque.
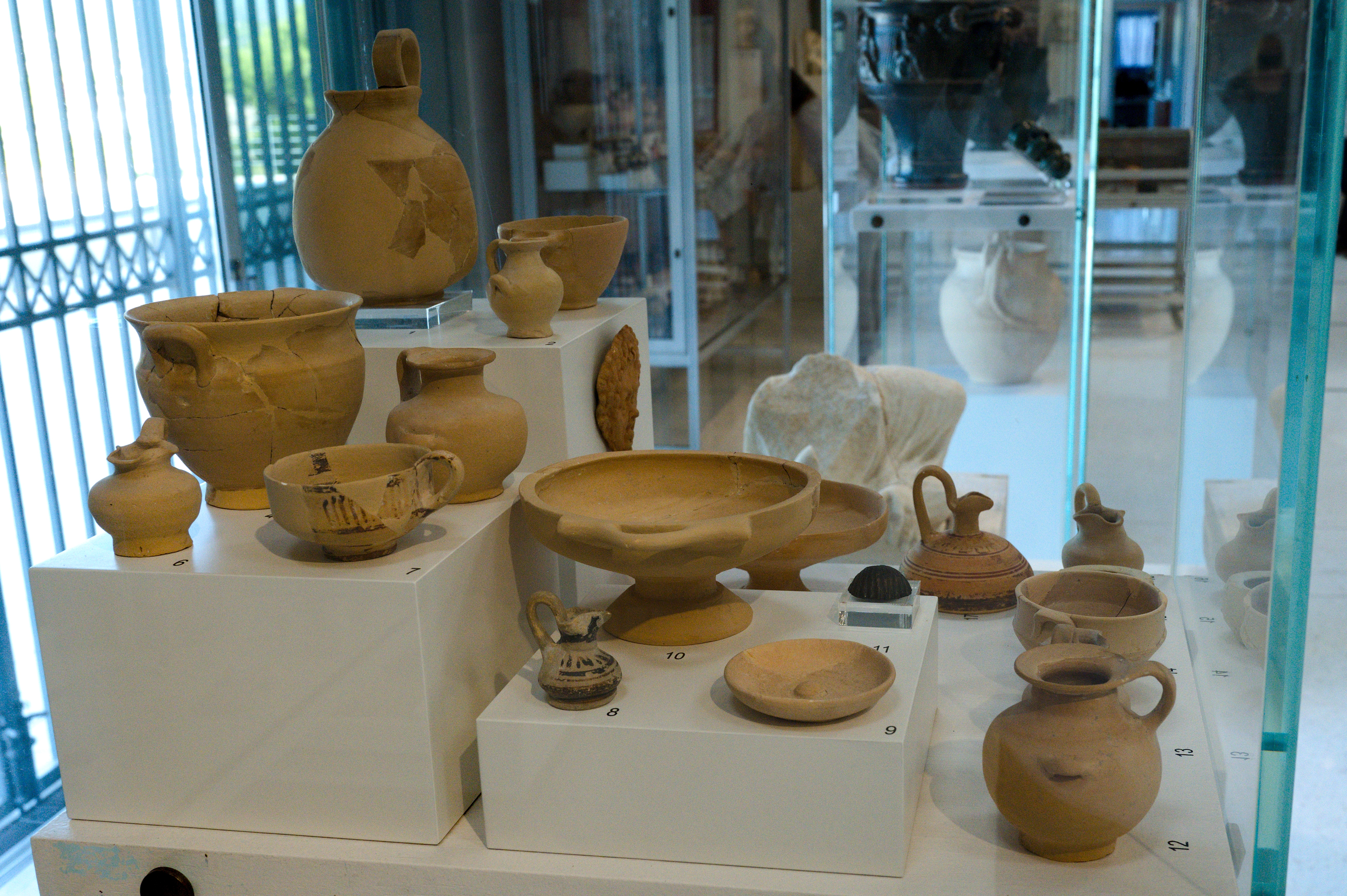
Poterie du Ve s. av.JC.

Le musée, ouvert en 1978, expose les objets découverts sur le site et dans les environs immédiats, principalement dans les fouilles du port antique de Cenchrées, dont de grandes plaques décoratives de verre coloré en opus sectile, datées de 375 apr. J.-C..

Mosaïque de verre de Cenchrées, 375 apr. J.-C.
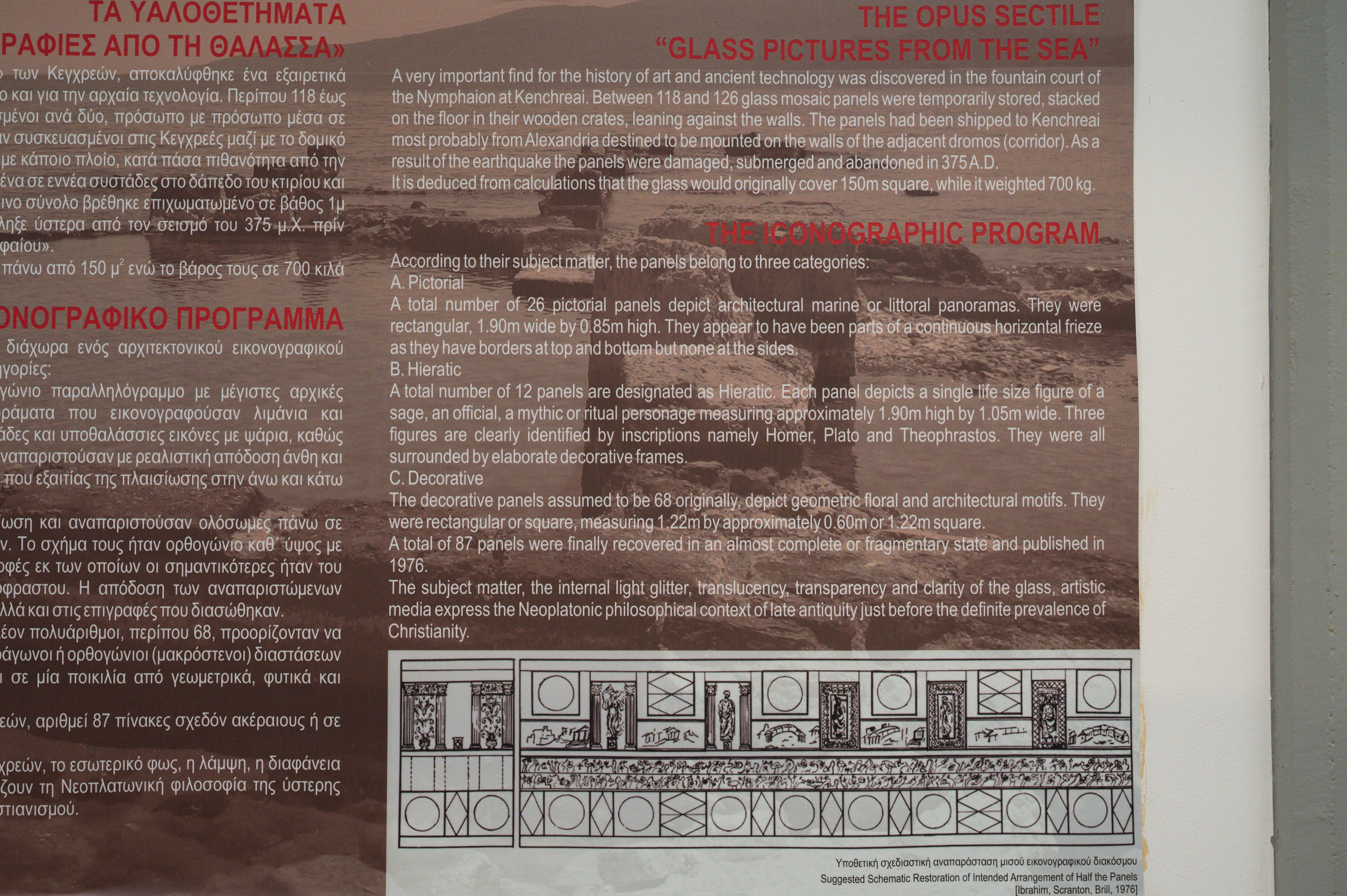
Panneau descriptif de la mosaïque de verre.
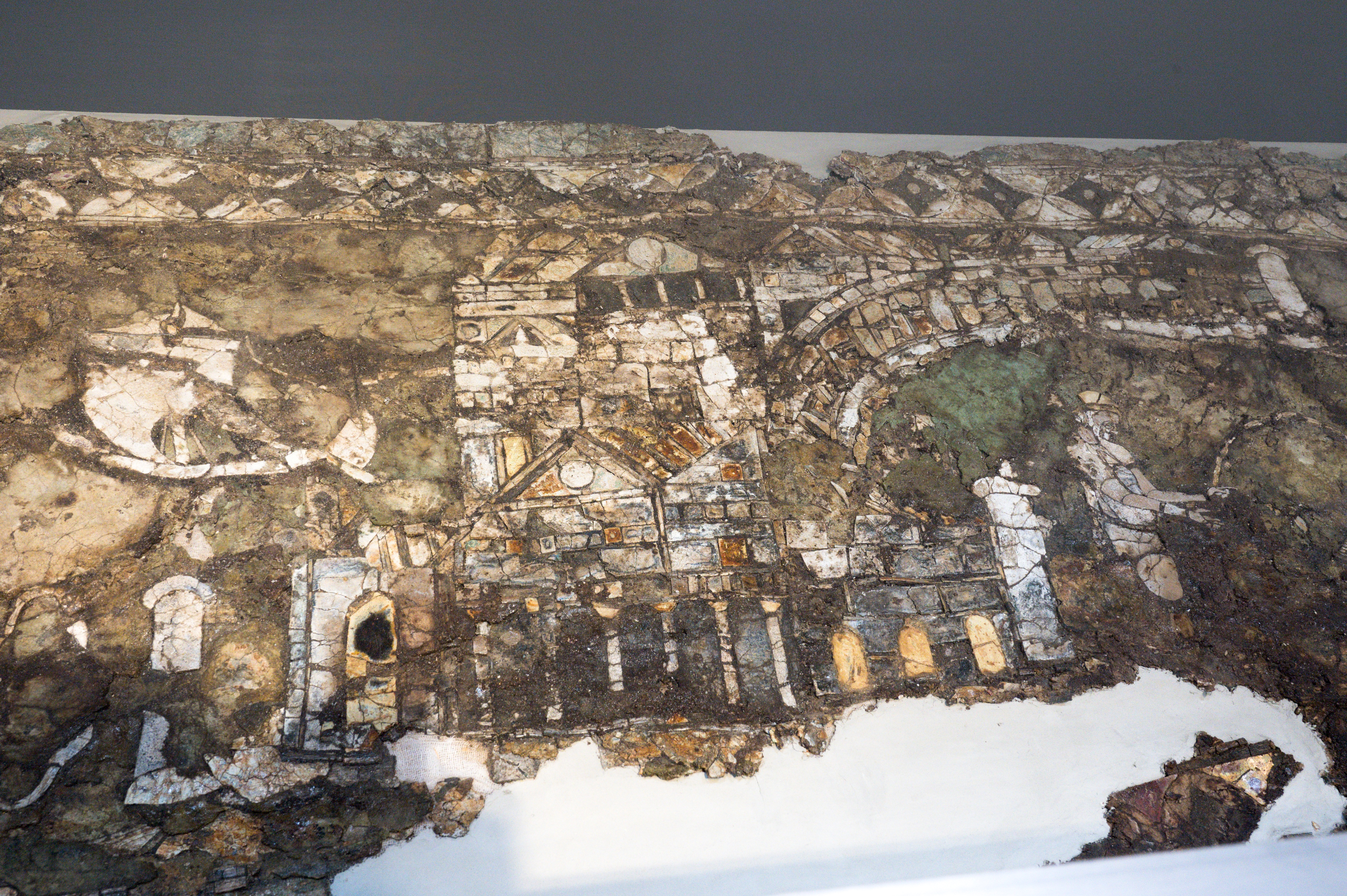
Panneau figurant la ville et le port.
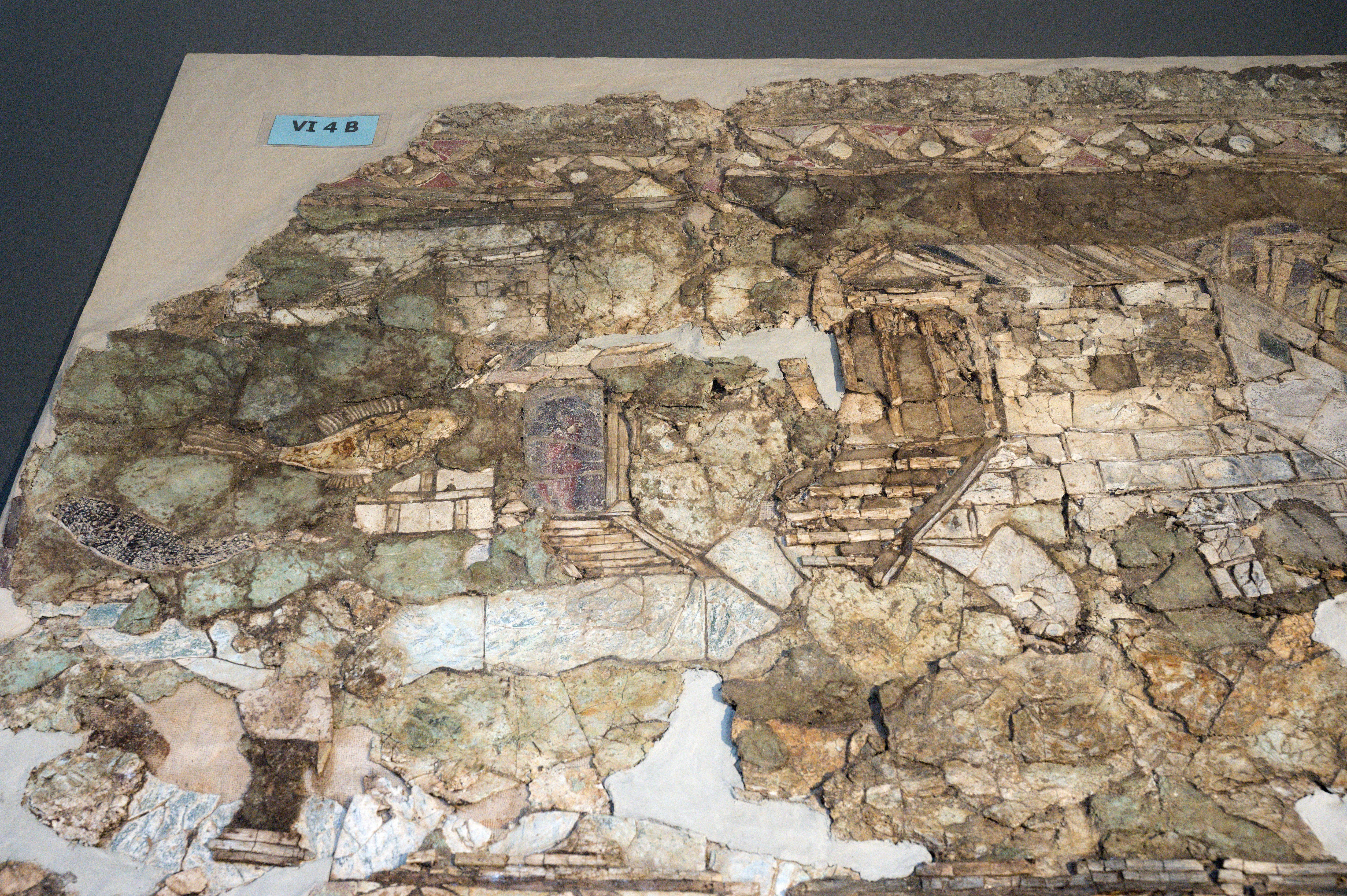
Autre panneau figurant un temple.